# Betsy Yanik
Elizabeth (Betsy) Greenwell Yanik (nascida Catherine Elizabeth Greenwell; também publicada como C. E. Greenwell-Yanik) é uma educadora matemática estadunidense, que atuou como professora de matemática na Universidade Estadual de Emporia [en], no Kansas, professora emérita Roe R. Cross de 2007 na mesma universidade e ex-vice-presidente associada para assuntos acadêmicos da universidade.

## Biografia

### Primeiros anos e formação acadêmica
Yanik é natural de Huntington, cidade do interior da Virgínia Ocidental. Formou-se em matemática e física na Universidade Marshall, na Virgínia Ocidental, antes de fazer pós-graduação na Universidade de Kentucky, onde obteve o mestrado e o doutorado. Sua tese de doutorado de 1982, Finite Element Methods for Partial Integro-Differential Equations, tratava de matemática aplicada e foi orientada por Graeme Fairweather.

### Carreira
No ano de 1990, ingressou na Universidade Estadual de Emporia [en], juntamente com seu marido, o matemático Joe Yanik. Anteriormente, intregava o corpo docente da Universidade do Estado da Luisiana e da Universidade da Virgínia Commonwealth [en].
Em 2008, foi nomeada vice-presidente associada para assuntos acadêmicos da universidade. Atuou como presidente da Women and Mathematics Education (em tradução livre: Mulheres e educação matemática), uma organização afiliada ao Conselho Nacional de Supervisores de Matemática.

## Reconhecimento
No ano de 2001, Yanik recebeu o Prêmio Mary F. Headrick. No ano de 2002, ano seguinte, conquistou o Prêmio Ruth Schillinger, ambos do Programa de Estudos Étnicos e de Gênero da Universidade Estadual de Emporia [en], por suas atividades de incentivo às mulheres na matemática, tanto na universidade quanto em âmbito nacional. Foi nomeada Professora Distinta Roe R. Cross da universidade em 2007.

Em 2004, Yanik recebeu o Presidential Award for Excellence in Science, Mathematics, and Engineering Mentoring, em cerimônia que contou com a presença do então presidente estadunidense George W. Bush. No ano de 2022, foi nomeada membro da Associação para Mulheres na Matemática, por "seus esforços extraordinários e contínuos de divulgação para mulheres e meninas pré-universitárias, especialmente populações sub-representadas, por meio de conferências e programas de verão; por seus serviços nos Comitês Executivo e Educacional da AWM; e por quase duas décadas de liderança organizacional, atuando como presidente da Educação de Mulheres e Matemática e como diretora da Rede de Mulheres e Matemática”.